# Graham Tiernan
Graham Tiernan (* 7. Oktober 1952 in Frankfurt am Main) ist ein deutscher Kameramann.

## Leben
Graham Tiernan ist der Sohn eines US-Amerikaners und einer Deutschen. Von 1977 bis 1982 besuchte er das St Anselm’s College in Merseyside, England, mit Schwerpunkt auf den Fächern Kunst, Englisch und Mathematik (Art, English, Maths). Er arbeitete seit 1986 als Kameramann im Bereich des Zeichentrick- und Animationsfilms. Seine Berufslaufbahn begann er in Dublin (Republik Irland). Zu seinen ersten Kameraarbeiten gehörte der Kino-Hit In einem Land vor unserer Zeit (1988); in den folgenden Jahren arbeitete er sich zum „Senior Cameraman“ hoch und wurde „Camera Supervisor“ bei Universal Pictures. Als Animationskameramann realisierte er zahlreiche Spielfilme für große Filmstudios. Er arbeitete u. a. für Sullivan-Bluth Ireland Ltd (mit Don Bluth als Regisseur) und für Universal Pictures/Amblimation (u. a. mit Steven Spielberg als Regisseur). Von 1986 bis 1997 realisierte er auch zahlreiche nicht-digitale Spielfilme und TV-Serien, bevor er sich dem modernen Digitalfilmverfahren im Genre des Animationsfilms zuwandte.
Für die ab 1997 produzierte 26-teilige ZDF-Zeichentrickserie Pippi Langstrumpf, die in den Jahren 1998 und 1999 ausgestrahlt wurde, war er als Animationskameramann für die Spezialeffekte verantwortlich.
Tiernan lebt in Valencia (Spanien).

## Filmografie (Auswahl)
Filme
- 1986: Feivel, der Mauswanderer – Regie: Don Bluth
- 1988: In einem Land vor unserer Zeit – Regie: Don Bluth
- 1991: Feivel, der Mauswanderer im Wilden Westen – Regie: Phil Nibbelink, Simon Wells
- 1993: 4 Dinos in New York – Regie: Simon Wells
- 1995: Balto – Ein Hund mit dem Herzen eines Helden – Regie: Simon Wells
- 1996: Werner – Das muss kesseln!!! – Regie: Udo Beissel, Gerhard Hahn
- 1997: Kleines Arschloch – Regie: Michael Schaack, Veit Vollmer
- 1998–1999: Pippi Langstrumpf – Regie: Michael Schaack
- 1999: Käpt’n Blaubär – Der Film – Regie: Hayo Freitag
- 2001: Kommando Störtebeker – Regie: Ute von Münchow-Pohl, Toby Genkel
- 2003: Werner – Gekotzt wird später! – Regie: Michael Schaack, Hayo Freitag
- 2004: Derrick – Die Pflicht ruft! – Regie: Michael Schaack
- 2006: Dieter – Der Film – Regie: Michael Schaack, Toby Genkel
- 2007: Das doppelte Lottchen – Regie: Toby Genkel
- 2009: Prinzessin Lillifee – Regie: Ansgar Niebuhr, Alan Simpson

Serie
- 1989: Teenage Mutant Hero Turtles – Regie: Kevin Eastman, Peter Laird